# Günter Gnauck
Günter Gnauck (* 9. November 1931 in Leipzig; † 2. Mai 2004 in Halle (Saale)) war ein deutscher Grafiker, Kalligraf und Hochschullehrer.

## Leben und Werk
Nach bestandenem Abitur studierte Günter Gnauck von 1950 bis 1955 Schrift- und Buchgestaltung bei Albert Kapr an der Hochschule für Grafik und Buchkunst Leipzig. Nach dem Diplom folgte eine zweijährige Aspirantur. Ab 1957 bis zu seiner Emeritierung 1997 lehrte er an der Burg Giebichenstein Kunsthochschule Halle, zunächst in der Klasse für Gebrauchsgrafik als Assistent von Walter Funkat, ab 1958 unterrichtet er im Rahmen der Grundlagenausbildung das Fach Schriftgestaltung für alle Studienrichtungen der Hochschule. 1980 wurde er als Professor berufen. Er war bis 1990 Mitglied des Verbands Bildender Künstler der DDR (VBK).
Über Günter Gnauck schrieb seine Schülerin Hannelore Heise:

„Damals, als Assistent bei Prof. Walter Funkat am Lehrstuhl Grafik an der Burg, war er [Günter Gnauck] in den Jahren bis zu meinem Diplom mein Lehrer. Er war neben Lothar Zitzmann der wichtigste Lehrer für uns in der Grundlagenausbildung. Alle Absolventen der Burg hatten bei ihm Unterricht, alle haben seine Schriftgestaltungslehre ‚am eigenen Leib‘ erfahren und bleibenden Nutzen für die eigene Tätigkeit daraus gezogen. Seine Korrekturen waren intensiv, seine Bemerkungen berühmt und berüchtigt, sie waren spitz, witzig und treffend, ja sogar oft bissig und sarkastisch, doch nie vernichtend, immer helfend und aufbauend. Er war täglich anwesend, für Studenten stets gesprächsbereit, engagiert in der Hochschulverwaltung, zu Kollegen leise und zurückhaltend. […] Außerhalb der Lehre war neben seinen ernsthaft betriebenen Schmetterlings- und Käfersammlungen die intensive Beschäftigung mit Schrift immer der Mittelpunkt in seiner künstlerischen Arbeit. Neben vielen buchgestalterischen Arbeiten gibt es wunderbare kalligrafische Blätter von ihm, die die ganze Schönheit von Buchstaben, Zeichen und Texten zeigen und die seine große Kunst des ‚Schönen Schreibens‘ dokumentieren.“

Günter Gnauck beschrieb 1996 sein Lehrverständnis so:
Was kann ein Lehrer tun?

Kreativität fördern und eigene Erfahrungen vermitteln.

Wer will davon wissen?

Jeder muß die eigenen Fehler machen.

Selbstüberschätzung ist – sagt Kurt Weidemann –

Ein sicheres Zeichen von Dilettantismus.

Aller Anfang ist leicht.

Aber er muß gemacht werden.

Verlangen wir viel.
Neben seiner Lehrtätigkeit arbeitete Günter Gnauck erfolgreich als Buchgestalter, Ausstellungsgestalter, Grafikdesigner und gelegentlich in Zusammenarbeit mit Bildhauern an der Gestaltung von Münzen und Medaillen, z. B. mit Bernd Göbel 1988 einer Thomas-Müntzer-Gedenkmünze 1958 beteiligte er sich an der vom VBK initiierten Plakataktion Frieden der Welt auf dem U-Bahnhof Alexanderplatz.
Seine Vorliebe gehörte der freien kalligrafischen Arbeit.
Günter Gnaucks Nachlass bewahrt die Sammlung der Burg Giebichenstein Kunsthochschulen Halle.

## Ehrungen (Auswahl)
- 1985: Johannes-R.-Becher-Medaille in Silber
- 1988: Vaterländischer Verdienstorden in Silber

## Ausstellungen in der DDR (unvollständig)
- 1958 bis 1988: Dresden, Vierte Deutsche Kunstausstellung bis X. Kunstausstellung der DDR
- 1965: Berlin, Deutsche Akademie der Künste („Junge Künstler. Gebrauchsgraphik“)
- 1974 und 1979: Halle, Bezirkskunstausstellungen
- 1979: Berlin, Ausstellungszentrum am Fernsehturm („Buchillustrationen in der DDR. 1949–1979“)